# Loma Rica
Loma Rica ist ein Census-designated place (CDP) im Yuba County im US-Bundesstaat Kalifornien mit 2409 Einwohnern (Stand: 2020) auf einer Fläche von 47,7 km². Der Ort befindet sich bei den geographischen Koordinaten 39°18'51" Nord, 121°24'9" West.